# José Vicente Toribio
Toribio  Alcolea est un nom espagnol. Le premier nom de famille, en général paternel, est Toribio ; le second, en général maternel, souvent omis, est Alcolea.
José Vicente Toribio Alcolea, né le 22 décembre 1985 à Socuéllamos, est un coureur cycliste espagnol, membre de l'équipe Maxtrix Powertag.

## Biographie
Il a notamment participé à trois Tour d'Espagne (2010, 2011 et 2012)

## Palmarès
- 2004
  - 2e du Trofeo Olías Industrial
- 2006
  - Soraluzeko Saria
  - Circuito Aiala
  - 2e du Premio Ega Pan
  - 2e du Mémorial Cirilo Zunzarren
- 2007
  - Tour de Tolède :
    - Classement général
    - 2e étape

  - 2e du Tour de Valladolid
  - 2e de la Subida a Gorla
- 2009
  - Gran Premio Diputación de Pontevedra
  - Tour de La Corogne :
    - Classement général
    - 3e étape

  - 2e du Mémorial Manuel Sanroma
- 2011
  - 4e étape du Tour du Portugal
- 2013
  - Tour de Java oriental :
    - Classement général
    - 2e étape

  - 2e du Tour d'Okinawa
- 2014
  - Japan Pro Tour
  - 2e du Tour de Kumano
  - 2e du Tour d'Okinawa
- 2015
  - 2e du Japan Pro Tour
- 2016
  - Japan Pro Tour
- 2017
  - Classement général du Tour de Kumano
  - 3e du Tour de Hokkaido
- 2019
  - 3e du Tour du Japon
- 2020
  - Oita Cycle Road Race
- 2021
  - 2e étape du Tour du Japon
  - Japan Pro Tour
- 2022
  - Kasumigaura Road Race
  - 3e du Tour d'Okinawa
- 2024
  - Moka Haga Road Race
- 2025
  - Kanoya Kimotsuki Road Race

## Résultats sur les grands tours

### Tour d'Espagne
3 participations
- 2010 : 129e
- 2011 : 134e
- 2012 : 133e

## Classements mondiaux
| Année                                 | 2008 | 2009 | 2010 | 2011 | 2012 | 2013 | 2014 | 2015 | 2016  | 2017 | 2018  | 2019 | 2020 | 2021  | 2022  | 2023 | 2024  |
| ------------------------------------- | ---- | ---- | ---- | ---- | ---- | ---- | ---- | ---- | ----- | ---- | ----- | ---- | ---- | ----- | ----- | ---- | ----- |
| Classement mondial                    |      |      |      |      |      |      |      |      | 1220e | 450e | 1357e | 723e | nc   | 1819e | 1182e | 908e | 3105e |
| UCI Europe Tour                       | 758e | nc   | nc   | 616e | 519e | nc   | nc   | nc   | nc    | nc   | nc    | 530e | nc   | 1250e | 825e  | nc   | nc    |
| UCI Asia Tour                         | nc   | nc   | nc   | nc   | nc   | 34e  | 22e  | 117e | 190e  | 31e  | 203e  |      |      |       |       |      |       |
|                                       |      |      |      |      |      |      |      |      |       |      |       |      |      |       |       |      |       |
| Légende : nc = non classéSource : UCI |      |      |      |      |      |      |      |      |       |      |       |      |      |       |       |      |       |